# Castrillo de la Guareña
Castrillo de la Guareña település Spanyolországban,  Zamora tartományban. Castrillo de la Guareña Vadillo de la Guareña, Fuentelapeña, Cañizal és Torrecilla de la Orden községekkel határos. Lakosainak száma 118 fő (2024).

## Népesség
A település népessége az utóbbi években az alábbiak szerint változott:
| Lakosok száma | 160  | 152  | 149  | 135  | 132  | 123  | 123  | 125  | 118  | 118  |
|               | 2001 | 2004 | 2007 | 2009 | 2012 | 2014 | 2017 | 2019 | 2022 | 2024 |